# Église de la Transfiguration de Vidikovac
Pour les articles homonymes, voir Église de la Transfiguration.
L'église de la Transfiguration (en serbe cyrillique : Храм Преображења Господњег на Видиковцу ; en serbe latin : Hram Preobraženja Gospodnjeg na Vidikovcu) est une église orthodoxe située à Belgrade, la capitale de la Serbie, dans la municipalité urbaine de Rakovica et dans le quartier de Vidikovac. Elle a été construite dans les années 1920.